# Ming š’-lu
Ming š’-lu (čínsky pchin-jinem Míng shí-lù, znaky zjednodušené 明实录, tradiční 明實錄), česky „Pravdivé záznamy dynastie Ming“ či „Mingské pravdivé záznamy“) je soubor třinácti kronik vlád císařů dynastie Ming, panujících v Číně v letech 1368–1644. Jsou jedním ze základních pramenů k historii mingské Číny.

## Počet a sestavení záznamů
Existuje 13 kronik „pravdivých záznamů“ (š’-lu, 实录), zpravidla jedna pro období vlády jednoho císaře. Mingských císařů bylo celkem 16, samostatné pravdivé záznamy nemá druhý (Ťien-wen), sedmý (Ťing-tchaj) a poslední (Čchung-čen).
Ťien-wen byl svržen svým strýcem Jung-lem, který jeho vládu prohlásil za nelegitimní a snažil se jeho vládu vymazat z historie. Proto období vlády Ťien-wena připojil k předešlé éře Chung-wu a samostatné záznamy sestaveny nebyly.
Ťing-tchaj, vládnoucí v letech 1449–1457, nemá vlastní pravdivé záznamy, období jeho panování je zahrnuté do záznamů vlády jeho předchůdce a současně následníka Jing-cunga.
Čchung-čen byl poslední císař dynastie, po jeho sebevraždě byl Peking obsazen povstalci Li C’-čchenga a zanedlouho Mandžuy. Proto mingští loajalisté kontrolující jižní Čínu a porážení Mandžuy neměli sílu ani možnost na práci v archívech a sestavování záznamů. Nicméně existuje Čchung-čen čchang-pien, kronika vlády Čchung-čena, sestavená za vlády mandžuských Čchingů, která slouží jako náhrada pravdivých záznamů.
Každé pravdivé záznamy se nazývají podle chrámového jména dotyčného císaře, například císař Jung-le (vlastním jménem Ču-ti, Jung-le je jméno jeho éry vlády) dostal po smrti chrámové jméno Tchaj-cung a pravdivé záznamy jeho vlády se nazývají Tchaj-cung š’-lu (太宗实录).
Pravdivé záznamy sestavovala po smrti císaře skupina historiků a úředníků soustředěná v Historickém úřadu. Sestávala z 60–100 autorů a redaktorů a řady asistentů a pomocníků. Podkladem pro sestavení záznamů byly deníkové zápisy aktivit císaře i všemožné oficiální dokumenty – úřední výnosy, statistiky a zprávy. Sepsány byly ve dvou exemplářích. První byl přístupný budoucím císařům, velkým sekretářům a dvorským historikům. Druhý byl zapečetěn a uložen „na věčné časy“ do státního archívu. V několika případech však z politických příčin docházelo k rozpečetění a dodatečnému přepisování záznamů. Záznamy císaře Chung-wu (Tchaj-cu š’-lu) byly zrevidovány dvakrát. První verzi sestavila komise učenců v letech 1399–1402 za vlády Ťien-wena. Po jeho svržení je v letech 1402–1403 nový císař Jungle nechal přepsat, aby ospravedlnil a doložil svůj nárok na trůn. Později někteří politici (Li Ťing-lung a Sie Ťin) pověření revizí záznamů ztratili jeho důvěru a císař nechal záznamy přepsat podruhé, v letech 1411–1418.
Podle zvyklostí čínské historiografie, po nástupu nové dynastie její historikové podle pravdivých záznamů vlád jednotlivých císařů sestavili dějiny předešlé dynastie a poté pravdivé záznamy zničili. Také po pádu Mingů a nástupu dynastie Čching vznikla komise historiků, která sestavila Dějiny Mingů (Ming-š’), dokončené roku 1739. Nicméně pravdivé záznamy zničeny nebyly, mezitím totiž byly opsány a rozptýleny mezi historiky. Do dnešní doby se tak částečně zachovaly.
Roku 1940 vyšly tiskem, ale základem byla špatně přepsaná kopie. Nejautoritativnější je vydání Institutu historie a filologie Academia Sinica na Tchaj-wanu z let 1963–1968, zhotovené na základě rukopisu Národní knihovny v Pekingu, považovaného za nejbližší originálu. Součástí vydání je přes dvacet svazků komentářů.